# Эстетизм
Эстети́зм (греч. αισθητός, разумный; от др.-греч. αίσθάνομαι/эйсфеномэ — чувствовать; αίσθητικός/эйсетикос — воспринимаемый чувствами, имеющий отношение к чувственному восприятию) — подход к жизни, в основу которого положено убеждение о преобладании в жизни эстетических ценностей над этическими, над прагматическими обстоятельствами, утилитарными потребностями, социально-экономическими факторами, политическими, религиозными и моральными установлениями. В искусстве — преобладание прекрасной формы над содержанием. Отсюда второй, производный поведенческий термин — эстетство.
Эстетизм получил наибольшее распространение в Великобритании, где часто рассматривается как локальное ответвление общих для Европы настроений декадентства («конца века»). Как и декадентство в целом, эстетизм возник в богемной среде и распространился в сообществе художников в качестве реакции на чрезмерное морализаторство и социальный детерминизм викторианской эпохи. Его корни уходят в романтизм китсовского направления. Тем не менее многие склонны различать и даже противопоставлять понятия эстетизма и декадентства.
В Великобритании основным идеологом эстетизма считается оксфордский профессор Уолтер Патер (Пэйтер). Ключевыми стали его работы, опубликованные в 1867—1868 годах, в которых он утверждал, что жизнь нужно проживать, неумолимо следуя идеалу красоты. Книга Патера «Очерки по истории Ренессанса» (1873) стала настольной для очарованных искусством молодых людей викторианской эпохи. Писатели-декаденты подняли на щит французский лозунг «искусство ради искусства» (фр. l’art pour l’art), изобретение которого приписывали философу Кузену, а популяризацию — Теофилю Готье. Этот лозунг подразумевал самоценность искусства и, как следствие, отрицание морального начала творчества.
Эстетизм — как явление элитарное и далёкое от широких слоёв общества — часто становился мишенью насмешек в популярном журнале «Панч» и в любимых обывателями водевилях (напр., комическая опера «Пейшенс» Гилберта и Салливана). Непоправимый удар по авторитету сторонников эстетизма, группировавшихся вокруг альманаха «Жёлтая книга», нанёс судебный процесс над Оскаром Уайльдом (1895), воспринятый обществом как доказательство того, что крайности эстетизма ведут к имморализму и чреваты развращением молодёжи.
В континентальной Европе идеи, созвучные британскому эстетизму, развивали, среди прочих, Стефан Малларме и Поль Валери во Франции, Стефан Георге и в Германии, Габриеле д’Аннунцио в Италии, Михаил Кузмин и художники «Мира искусства» в России.
Эстети́ческое движе́ние (англ. Aesthetic movement) — конкретно-исторический термин, в отличие от предыдущих обозначающий общеевропейское движение, возникшее в последней трети XIX века под влиянием европейского романтизма, сочинений Дж. Китса, П. Б. Шелли, а также Дж. Рёскина, Д. Г. Россетти и живописи английских прерафаэлитов. Движение охватило литературу, архитектуру, оформление жилого интерьера, изобразительное искусство и декоративно-прикладное искусство.
Представители эстетического движения считали, что единственное назначение искусства состоит в доставлении чувственного наслаждения. Они не принимали идей Джона Рёскина и Мэтью Арнольда об «искусстве ради правды» и отрицали дидактическую функцию художественного произведения. Эстеты развивали культ красоты, которую они считали основной целью искусства. С точки зрения адептов эстетизма, искусство не столько отражает жизнь, сколько жизнь копирует искусство. Реальность в сравнении с искусством казалась им материалом грубым и несовершенным. Эстетическое движение было организовано Уолтером Патером и продолжено при активной поддержке Оскара Уайльда.
Началом эстетического движения историки культуры считают размежевание позднеромантической идеалистической эстетики 1870-х годов и прагматики неоромантического движения «Искусства и ремёсла» Уильяма Морриса. Программа последнего по возрождению средневековых ремёсел включала прагматические цели и социалистические идеи. Апогеем этого конфликта стал судебный процесс живописца Джеймса Уистлера против Джона Рёскина в 1877 году. Причиной процесса послужили оскорбительные, по мнению Уистлера, высказывания Рёскина о его картине «Ноктюрн в чёрном и золотом. Падающая ракета». Рёскин, единомышленник Морриса, не увидел в картине Уистлера признаков нового искусства, предвещающего символизм живописного модернизма. В результате Рёскин проиграл процесс и вынужден был подать в отставку с кафедры Оксфордского университета. Уистлер написал об этом книгу: «Изящное искусство создавать себе врагов» (1890).
К эстетическому движению примыкали поэт Алджерон Чарлз Суинбёрн, художники и архитекторы «Искусств и ремёсел», объединения «Гильдия века»: Эдвард Уильям Годвин, Томас Джекилл, Уолтер Крейн. Широкое развитие эстетизм получил в области проектирования интерьера, что было обусловлено интересом «эстетов» к декоративно-прикладному искусству. Приемы использования линии и цвета в японской гравюре, росписи восточного фарфора и шёлка переосмысливал Джеймс Уистлер. Он стремился соединить эстетический идеал античной классики и красоту открываемого в то время европейцами восточного искусства. В лекциях об искусстве 1885 года Уистлер утверждал, что высшими достижениями «истории красоты» являются в равной степени мраморы Парфенона и «вышивки на зонтиках Хокусая». Уистлер называл себя импрессионистом, но в творчестве был ближе символистам. Свою выставку в 1883 году он оформил в жёлтом цвете, вплоть до жёлтых галстуков служителей и жёлтых носков самого автора. Собственный дом он совместно с Э. Годвином спроектировал «в белых тонах» (1878), так же как и «Белый дом» для О. Уайльда. Созданный Уистлером и Годвином интерьер павильона Всемирной выставки в Париже 1878 года получил название «Гармония в жёлтом и золотом». Свои картины Уистлер называл, в традициях символизма, «ноктюрнами» и «симфониями». Оформленная Уистлером «Павлинья комната» в «голубом и золотом» (1876—1877; столовая особняка судовладельца Ф. Р. Лейлэнда в Лондоне) с изысканной стилизацией японских мотивов стала одним из символов «нового стиля». Э. Годвин также проектировал мебель, рисунки обоев и тканей в «англо-японском стиле».